# Julio DePaula
Julio Cesar DePaula (nacido el 31 de diciembre de 1982 en Santo Domingo) es un lanzador de relevo dominicano que jugó en las Grandes Ligas de Béisbol durante la temporada 2007.
Apareció en 16 partidos para los Mellizos de Minnesota en la temporada 2007, lanzando 20 entradas completas. Se convirtió en agente libre al final de la temporada 2008 y firmó un contrato de ligas menores con los Rays de Tampa Bay el 6 de enero de 2009.
Firmó con Hanwha Eagles en Corea del Sur el 10 de diciembre de 2009. Apareció en 41 juegos para el equipo durante la temporada. Fue liberado por Eagles el 4 de junio de 2011 debido a su pobres actuaciones.